# Sverre Fredheim
Sverre Fredheim (geboren am 10. Dezember 1907 in Gran, Norwegen; gestorben in 9. April 1981 in Saint Paul, Minnesota) war ein US-amerikanischer Skispringer.

## Werdegang
Fredheim wurde in Gran in Oppland, Norwegen, geboren. Er wanderte 1927 in die Vereinigten Staaten aus. Er trat dem St. Paul Ski Club bei und wurde 1935 US-amerikanischer Staatsbürger. Er nahm an den Olympischen Winterspielen 1936 in Garmisch-Partenkirchen und an den Olympischen Winterspielen 1948 in St. Moritz im Skispringen teil, wo er im Skispringen den sechsten Platz belegte. 1951 belegte er bei den olympischen Versuchen in Iron Mountain, Michigan, den neunten Platz. Im Jahr 1955 begann er, an Veteranenwettkämpfen teilzunehmen. Fredheim wurde 1973 in die National Ski Hall of Fame gewählt.